# Katalin Karikó
Katalin Karikó (Kisújszállás, Hongria, 17 de gener de 1955) és una bioquímica i professora universitària hongaresa-estatunidenca especialitzada en mecanismes mediadors d'ARN. La seva recerca ha estat el desenvolupament d'ARN missatger (ARNm) transcrit in vitro per a teràpies de proteïnes, que ha estat essencial per al desenvolupament de la vacuna per la COVID-19. i a ferla mereixedora del Premi Nobel de Fisiologia o Medicina de 2023, compartit amb Drew Weissman. És vicepresidenta sènior de BioNTech RNA Pharmaceuticals.
El treball de Karikó inclou la recerca científica de l'activació immunitària mediada per ARN, que ha desencadenat el codescobriment de les modificacions de nucleòsids que suprimeixen la immunogenicitat de l'ARN Aquests canvis substitueixen la uridina per pseudouridina i no desencadenen una resposta immunitària, sinó que es transcriuen en les mateixes proteïnes. Es considera que aquest avenç és el que ha permès l'ús terapèutic de l'ARNm.
La seva tasca l'ha convertit en titular de patents concedides als Estats Units d'Amèrica per a l'aplicació d'ARN no immunomonogènic i modificat per nucleòsids. Va ser cofundadora i CEO de RNARx de 2006 a 2013. Karikó és la mare de la dues vegades medallista d'or olímpica, Susan Francia.

## Biografia

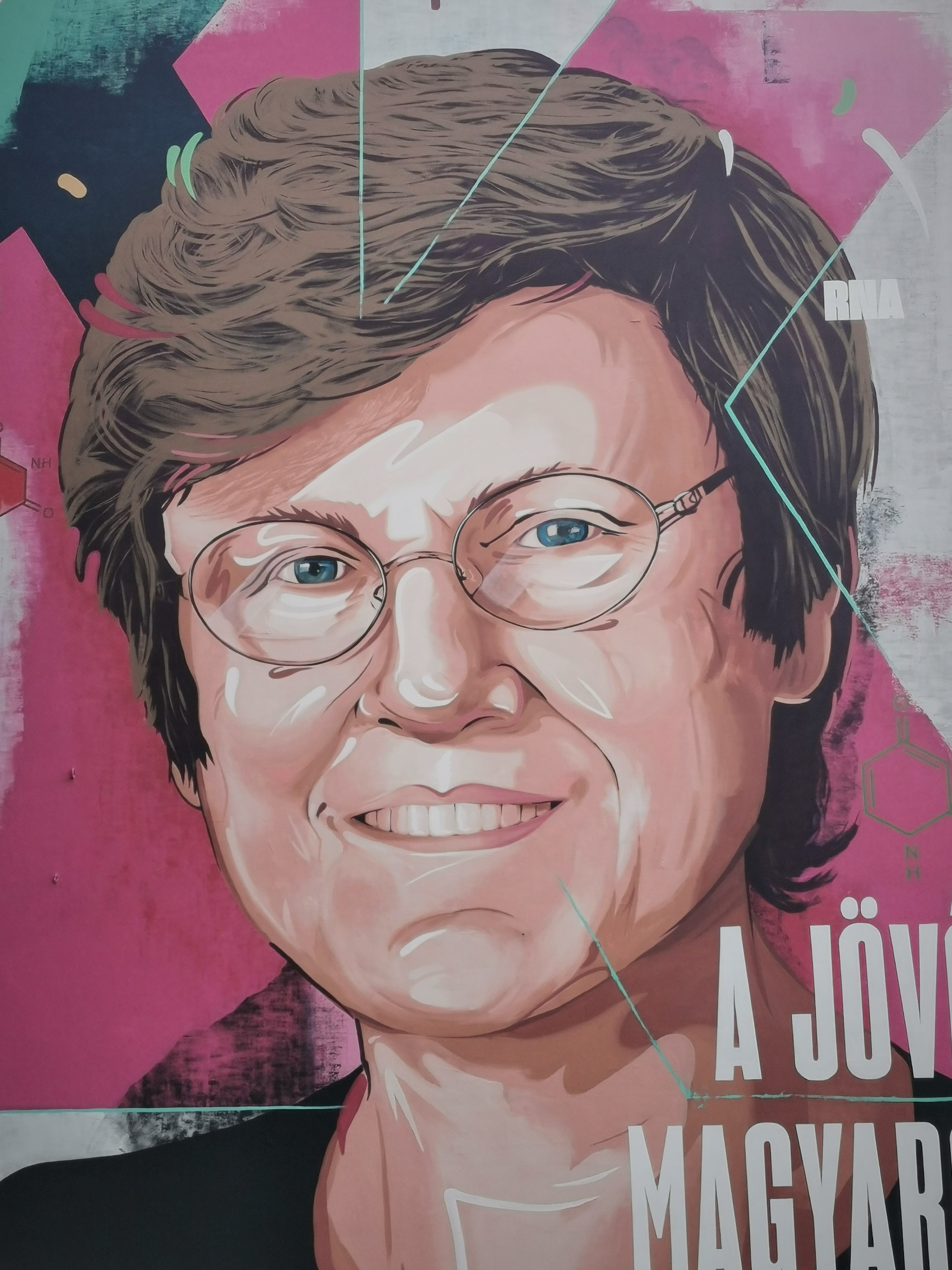
Mural a Budapest

Karikó va néixer i créixer a la ciutat hongaresa de Kisújszállás, pertanyent a la regió de Szolnok, on va assistir a l'escola Móricz Zsigmond Református Gimnázium. Va llicenciar-se en biologia a la Universitat de Szeged el 1978 i, a la mateixa universitat, va doctorar-se en bioquímica el 1982. Després d'obtenir el seu doctorat, Karikó va continuar les seves investigacions i els estudis postdoctorals a l'Institut de Bioquímica del Centre de Recerques Biològiques de l'Acadèmia de Ciències d'Hongria.
El 1985, Kalikó i el seu espòs van emigrar als Estats Units per treballar a la Universitat de Temple, a Filadèlfia i en la Universitat de Serveis Uniformes de Ciències Mèdiques. Mentre exercia com a becària postdoctoral a la Universitat Temple de Filadèlfia, Karikó va participar en un assaig clínic en el qual es va tractar a pacients amb SIDA, malalties hematològiques i fatiga crònica amb ARN de doble cadena (dsRNA). En aquell moment es va considerar que es tractava d'una recerca innovadora, atès que es desconeixia el mecanisme molecular de la inducció d'interferó pel dsRNA, però els efectes antineoplàstics de l'interferó estaven ben documentats.
El 1990, mentre era professora de la Universitat de Pennsilvània, Karikó va presentar la seva primera sol·licitud de subvenció en la qual proposava establir una teràpia gènica basada en l'ARNm. Des de llavors, la teràpia basada en l'ARNm ha estat el principal interès de Karikó en matèria de recerca. Karikó va ser professora a l'Escola de Medicina de la Universitat de Pennsilvània durant gairebé 25 anys. Durant aquells anys, obtingué també la nacionalitat estatunidenca.
El 2012, Karikó i Drew Weissman, un immunòleg també de la Universitat de Pennsilvània, van rebre una patent per a l'ús de diversos nucleòsids modificats per reduir la resposta immunitària antiviral a l'ARNm i van fundar una petita companyia. Poc després, la universitat va vendre la llicència de propietat intel·lectual a Gary Dahl, el cap d'una empresa de subministraments de laboratori que finalment es va convertir en Cellscript. Setmanes més tard, Flagship Pioneering, l'empresa de capital de risc que estava i segueix recolzant a la companyia Moderna, es va posar en contacte amb ella per llicenciar la patent, però aquesta ja no era de la seva propietat. A principis de 2013, Karikó es va assabentar de l'acord de 240 milions de dòlars de Moderna amb AstraZeneca per desenvolupar un ARNm del factor de creixement endotelial vascular (VEGF). Karikó es va adonar que no tindria l'oportunitat d'aplicar la seva experiència amb l'ARNm a la universitat on es trobava, així que es va incorporar com a vicepresident sènior a BioNTech RNA Pharmaceuticals.

## Recerca
La seva recerca i especialitzacions inclouen la teràpia gènica basada en l'ARN missatger, les reaccions immunitàries induïdes per l'ARN, les bases moleculars de la tolerància a la isquèmia i el tractament de la isquèmia cerebral. El treball i la recerca de Karikó ha contribuït a l'esforç de BioNTech per crear cèl·lules immunitàries que produeixin antígens de vacuna; la recerca de Karikó va revelar que la resposta antiviral de l'ARNm va donar a les seves vacunes contra el càncer un impuls addicional en la defensa contra els tumors. El 2020 aquesta tecnologia es va utilitzar per desenvolupar la vacuna contra la COVID-19 (Tozinameran) que es produeix conjuntament per Pfizer i BioNTech.

## Patents
- US8278036B2[9]
- US8748089B2[10]

## Reconeixements
L'any 2023 va rebre el Premi Nobel de Fisiologia o Medicina, compartit amb Dew Weissman, «per llurs descobertes relacionades amb les modificacions de les bases dels nucleòsids que van permetre el desenvolupament de vacunes ARNm eficaces contra la COVID-19.
El desembre de 2024, la BBC va incloure-la en la seva llista 100 Women, que reconeix a les dones més inspiradores i influents de l'any a nivell mundial.